# Pissila (département)
Pissila est un département et une commune rurale de la province du Sanmatenga, situé dans la région Centre-Nord au Burkina Faso. Au dernier recensement général de la population datant de 2006, le département comptait 98 460 habitants.

## Géographie

### Villages
Le département et la commune se compose de cinquante-six villages, dont le village chef-lieu homonyme, qui couvrent également sept autres villages qui leur sont rattachés administrativement mais qui élisent leurs propres conseillers au sein du conseil municipal (populations actualisées en 2006) :
- Banguissom (213 habitants)
- Dawaka (611 habitants)
- Diassa (2 299 habitants, ou 936 habitants sans Roungou)
  - Roungou (rattaché à Diassa) (1 363 habitants)
- Dibilou (3 463 habitants)
- Douaga (sans Kogwédogo) (4 166 habitants, ou 3 084 habitants sans Kogwédogo)
  - Kogwédogo (rattaché à Douaga) (1 082 habitants)
- Doundougou (1 091 habitants)
- Doungou-Nabitenga (2 728 habitants)
- Firka (1 986 habitants)
- Goèma (1 292 habitants)
- Goéya (991 habitants)
- Gomnaoré (871 habitants)
- Guiba ou Guibga (4 779 habitants, ou 1 285 habitants sans Lamdoguian et Bollé)
  - Bollé (rattaché à Guibga) (1 520 habitants)
  - Lamdoguian (rattaché à Guibga) (1 974 habitants)
- Issaogo (3 647 habitants)
- Kamsé (1 470 habitants)
- Karka (1 483 habitants)
- Kénéga (334 habitants)
- Kiemna-Yarcé (2 210 habitants)
- Koalma (1 447 habitants)
- Kodogo (202 habitants)
- Komsilga (1 721 habitants)
- Kossoghin (1 735 habitants)
- Lebda (1 088 habitants)
- Lilbouré (824 habitants)
- Niandin (772 habitants)
- Nionko (1 276 habitants)
- Noaka (3 689 habitants)
- Nongtenga (866 habitants)
- Ouanobian (1 829 habitants)
- Ouidlao (574 habitants)
- Ouintokoulga (2 203 habitants)
- Palsègué (1 749 habitants)
- Pissila (9 573 habitants, chef-lieu)
- Poulallé (2 155 habitants, ou 383 habitants  sans Wendboulgou)
  - Wendboulgou (rattaché à Poulallé) (1 772 habitants)
- Rimkilga (989 habitants)
- Roffénéga (2 694 habitants)
- Roumba-Mossi (2 076 habitants)
- Roumba-Yarcé (539 habitants)
- Sambin-Nabitenga (1 257 habitants, ou 353 habitants sans Thiou-Sambin ni sans Wèdga)
  - Thiou-Sambin (rattaché à Sambin-Nabitenga) (340 habitants)
  - Wèdga (rattaché à Sambin-Nabitenga) (564 habitants)
- Solomnoré (2 525 habitants)
- Souli-Peulh (192 habitants)
- Tallé-Mossi (936 habitants)
- Tallé-Peulh (132 habitants)
- Talwéoghin (1 012 habitants)
- Tambdogo (2 254 habitants)
- Tébéré (2 717 habitants)
- Terin-Mossi (1 302 habitants)
- Terin-Peulh (212 habitants)
- Tibi-Yarcé (1 270 habitants)
- Tibtenga (3 526 habitants)
- Tikato (1 068 habitants)
- Tiou-Poécé (2 135 habitants)
- Toéghin (2 258 habitants)
- Touroum (1 264 habitants)
- Zarin-Mossi (655 habitants)
- Zarin-Peulh (338 habitants)

## Administration
| Période                                  | Période  | Identité                   | Étiquette | Qualité |
| ---------------------------------------- | -------- | -------------------------- | --------- | ------- |
|                                          |          |                            |           |         |
| Avril 2013                               | en cours | Emmanuel Wendiata Sawadogo | CDP       |         |
| Les données manquantes sont à compléter. |          |                            |           |         |

## Santé et éducation
Le département accueille onze centres de santé et de promotion sociale (CSPS) à Pissila, Firka, Kiemna-Yarcé, Lebda, Poulallé, Noaka, Tébéré, Issaogo, Lilbouré, Ouintokoulga et Dibilou tandis que le centre hospitalier régional (CHR) se trouve à Kaya.